# Xanthia melonina
Xanthia melonina là một loài bướm đêm trong họ Noctuidae.